# Alfred Vendl
Alfred Vendl (* 2. März 1946 in Wien) ist ein österreichischer Chemiker, Filmemacher und emeritierter Universitätsprofessor. Vendl ist ehemaliger Vorstand des Instituts für Kunst und Technologie, ehemaliger Leiter der Abteilung für „Technische Chemie und Science Visualization“ an der Universität für angewandte Kunst Wien und derzeitiger Leiter des Science Visualization Lab am Department für Digitale Kunst des Instituts für Bildende und Mediale Kunst an der Universität für angewandte Kunst Wien.

## Leben und Wirken
Alfred Vendl studierte Technische Chemie an der Technischen Universität Wien und wurde dort sub auspiciis praesidentis zum Dr. techn. promoviert. Er habilitierte sich in Wien an der Technischen Universität Wien und an der Akademie der Bildenden Künste. Ab 1981 war er ordentlicher Professor an der Hochschule später Universität für angewandte Kunst Wien und Leiter der Lehrkanzel für Technische Chemie. Er war Vorstand am Institut für Kunst und Technologie und Leiter der Abteilung für Technische Chemie und Science Visualization bis 2014. Von 1987 bis 1989 war er Prorektor der Hochschule/Universität für angewandte Kunst. Im Jahr 1989 war er an der Gründung von EUREKA Eurocare COPAL EU 316 maßgeblich beteiligt. Von 1995 bis 1997 war er International Chairman von EUREKA Eurocare EU 140 mit 18 teilnehmenden Nationen inklusive Russland.
Vendl war außerdem Gastwissenschafter und Gastprofessor am Imperial College London, University of California, San Diego - La Jolla, an der Universität Freiburg im Breisgau und kooperierte eng mit dem Max-Planck-Institut für Metallforschung in Stuttgart.
Seit 2016 ist er Leiter des Science Visualization Lab am Department für Digitale Kunst des Instituts für Bildende und Mediale Kunst an der Universität für angewandte Kunst Wien.
Außerdem wirkt er als Autor, Regisseur und Produzent von wissenschaftlichen und kulturellen TV-Dokumentationen sowie als Moderator im Rahmen wissenschaftlicher Fernsehgespräche zu naturwissenschaftlichen, technischen und gesellschaftswissenschaftlichen Themen, wie zum Beispiel im „Nachtstudio“, „Dialog mit der Zukunft“ und „Dialog“. 1989 gründete er die Filmproduktionsfirma „AV-Dokumenta – Alfred Vendl Filmproduktion“ (ab 2000 Ges.m.b.H)

## Tätigkeitsschwerpunkte
Vendl widmet sich seit 1970 der allgemein verständlichen und korrekten Vermittlung komplizierter wissenschaftlicher Erkenntnisse in Film und Fernsehen.
Die  Beiträge für internationale TV-Produktionen erhielten internationale Auszeichnungen,  darunter einen EMMY-Award (USA), zwei erste Preise des Jackson Hole Wildlife Film-Festivals („Naturfilm-Oscar“) und drei Gold-World-Medals der New York Festivals.
Seine Publikationstätigkeit umfasst über 80 wissenschaftliche Publikationen aus den Gebieten Materialwissenschaft von Industriekeramik, Chemie der Carbide/Nitride der Seltenen Erdmetalle, Strukturchemie der Übergangsmetalle, Materialwissenschaft der Materialien im Kunst- und Kulturbetrieb.
Ende der 1990er Jahre gründete und leitete er die „Science Visualization“-Gruppe an der Abteilung für Technische Chemie der Universität für angewandte Kunst Wien. Diese Gruppe, die in enger Kooperation mit naturwissenschaftlichen Instituten der Universität Wien (Biologie, Erdwissenschaften, Pharmazie, theoretische Chemie), MedUni Wien (Gerichtsmedizin) und Veterinärmedizinischen Universität Wien (Mikro-CT) steht, stellt sich die Aufgabe, für den Menschen unsichtbare naturwissenschaftliche Phänomene (weil zu schnell, zu langsam, zu groß, zu klein) unter Einsatz neuester Technologien sichtbar zu machen – hier vor allem durch Kombination von verschiedenen Mikroskopietechniken in Kombination mit 3D-Animation.
Nach der Emeritierung an der Universität für angewandte Kunst Wien 2014 führte er diese Tätigkeiten fort und gründete 2016 das Science Visualization Lab an der Universität für angewandte Kunst Wien (Abteilung für Digitale Kunst am Institut für Bildende und Mediale Kunst). Die Erstellung authentischer 3D-Animationen steht auch hier im Fokus.

## Wissenschaftliche Kooperationen
Vendl war Mitbegründer der EUREKA-Plattform EUROCARE mit teilweise bis zu 18 Mitgliedsstaaten und zwei Jahre lang internationaler wissenschaftlicher Chairman. Es erfolgte europaweit eine enge Zusammenarbeit mit den beteiligten Institutionen. Er war federführend bei mehreren erfolgreichen Forschungsprojekten der Europäischen Kommission (DG 12 und DG 10). Es erfolgten außerdem Kooperationen mit der New York University, der University of California, Los Angeles, der Rutgers University und der University of Western Australia.

## TV-Produktionen und Serien
1970 begann die jahrzehntelange Freundschaft mit Kurt J. Mrkwicka (MR-Film), mit dem er danach viele Jahre intensiv  auf dem Gebiet der Fernsehdokumentationen aus den Gebieten Sport, Kultur und Wissenschaft zusammenarbeitete.
Fast alle Filme sind Koproduktionen von internationalen Sendern wie ARD, ZDF, BBC, ARTE, Smithsonian USA, Discovery USA mit dem ORF und wurden weltweit verkauft und gesendet.
- „Gesichter Europas“
- „Stifter und Fälscher“ (eine Aufarbeitung der kulturhistorischen und historischen Bedeutung Rudolf des Stifters)
- „Der geheimnisvolle Jüngling“ (Die „Entlarvung“ des Jünglings vom Magdalensberg)
- „Wie sicher ist die Zukunft der Vergangenheit“ (wissenschaftliche Überschau über die Konservierung von Kulturgut)
- „Achtung, Fälschung?“ (TV-Serie, die Einblicke in die gefälschten Objekte der bildenden Kunst, der Architektur und der archäologischen Rekonstruktionen bietet)
- „Orgelkunst“ (eine Bestandsaufnahme der originalen Bach-Orgeln in der ehemaligen DDR mit Martin Haselböck)
- „Ephesos, Weltstadt der Antike“(Die Geschichte von Ephesos und die wissenschaftliche Rekonstruktionen der österreichischen Grabung)
- „Hinter den Fassaden“ (Geschichte der Ringstrasse mit ihren Geheimnissen, präsentiert von Maximillian Schell)
- Seit den 1990er Jahren hauptsächlich Wissenschaftsdokus für das TV-Hauptabendprogramm:
- Über 30 UNIVERSUM-Produktionen mit biologisch-physikalisch-chemischen Wissenschaftsthemen.
- Zusätzlich Produktion von Lehrfilmen für das Unterrichts- und das Wissenschaftsministerium über grundlegende physikalische und chemische Lehrinhalte für Mittelschulen und Basislehrgänge an Universitäten z. B.:
- „Das Periodensystem“
- „Die chemische Bindung“
- „Grundlegende chemische Reaktionen in der pharmazeutischen Chemie“ (interaktiv für e-learning)

## Auszeichnungen
- 1970 Staatspreis der österreichischen Filmamateure
- 1972 Ehrenring des Bundespräsidenten anlässlich der Promotion „sub auspiciis praesidentis“
- 2008 EMMY-Award (USA) – weltweit wichtigster TV-Award für die Produktion „Nature Tech - Das Genie der Natur“
- 2015 Großes Silbernes Ehrenzeichen für Verdienste um die Republik Österreich[2]
- 2020 Österreichische Ehrenkreuz für Wissenschaft und Kunst 1. Klasse

## Prämierte Wissenschaftsdokumentationen (Auswahl)
- „Limits of Perception“ – „Grenzen der Wahrnehmung“ (Universum 2001 für ORF, DOCSTAR, Telepool, BMBWK, 50 Minuten, AV Dokumenta), U.S.Int.Film and Video-Festival Los Angeles 2002: Gold Camera Award, New York Festivals 2003: World Gold Medal
- „First Flight“ – “Der erste Flug” (Universum 2003 für ORF, BBC, BBC-World, WDR, 50 Minuten, AV Dokumenta), U.S.Int.Film-and Video-Festival Los Angeles 2004: Gold Camera Award, Wild Screen 2004 Bristol UK: Finalist Award, Cine Golden Eagle Award 2004, Washington, USA New York Festivals 2005: Finalist Award, Best Film Award Telenatura 2004, Spain, Nomination for the EU-Commission Descartes Award for “Science Communication” 2005, 35th Roshd International Film Festival Teheran 2005: “The Golden Prize”
- „Behind the Facades – The Secrets of the Vienna Ringstrasse“ – „Hinter den Fassaden – Die Geheimnisse der Wiener Ringstraße“ („Kultur-Universum“ 2004 mit Maximilian Schell für ORF, ARTE, 52 Minuten, Epo-Film)
- „Poisoned – Vergiftet!“ (Universum 2004 für ORF, WDR, DDE / USA, 52 Minuten, AV Dokumenta), Cine Golden Eagle Award 2005, Washington, USA New York Festivals 2006: Finalist Award
- „Appalachia – Wilde Appalachen“ (Universum 2005 für ORF, WDR, Off the Fence / Holland, 50 Minuten, AV Dokumenta), Matsalu Wildlife Filmfestival, Estonia 2005: Best Photography Award, U.S.International Film-and Video Festival Los Angeles 2006: Silver Screen Award, Cine Golden Eagle Award 2006, Washington, USA
- „NatureTech“ – „BIONIK - Das Genie der Natur“ (Universum 2006 - 3-teilige Serie à 52 Minuten für ORF, ARTE, Smithsonian Channel, BMBWK, MR-Film), 2006 CINE Golden Eagle Film and Video Competition Washington, USA: Golden Eagle Award, CAID International Science Film Festival Athen 2007: Erster Preis, bester Film des Festivals und Publikumsaward, Nomination for the EU-Commission Descartes Award for „Science Communication“ 2007, NaturVision Bayern 2007: bester Wissenschaftsfilm, Wissenschaftspreis 2007, Jackson Hole Wildlife Film Festival 2007, USA: „Naturfilm-Oscar“ – Award für „Best Limited Series“, Baikal International Festival of Documentary Popular Science 2007, Russland: Best Popular-Science Film, Ekotopfilm 2007, Slowakei: Best Popular Science Film – Science and Technology, Beijing International Scientific Film Festival 2007 Magazine: Gold Prize, Nominiert für 2 Emmy-Awards 2008, ausgezeichnet mit Emmy-Award 2008 für Innovative Cinematography, Wild Screen 2008 Bristol UK: Finalist Award, New York Festivals 2008: Finalist Award, EKOFILM 2008 Český Krumlov, Czech Republic: Award for best Scientific, Educational Program, Montana IWFF 2009: Best Scientific Content, Best TV-Series between 250 000$ – 500 000$, Merit Award for Educational Value, Merit Award for Use of Music
- „Tasmanien“ (Universum 2007 für ORF, ARTE, BMUKK, 50 Minuten, AV Dokumenta)
- „TimeLimits – Grenzen der Zeit“ (Universum 2008 für ORF, ARTE, BR, BMUKK, 50 Minuten, AV Dokumenta), 2008 Cine Golden Eagle Film and Video Competition Washington, USA: Golden Eagle Award, Science Filmfestival 2008 Goethe-Institut Bangkok: Discovery Award, Wildlife Vaasa Filmfestival 2008: First Prize Science Category, Montana CINE International 2008: Merit Award for Special Effects &Use of Graphics und Merit Award for Educational Value, New York Festivals 2009: Finalist Award
- „O2 – a molecule that made the world“ – “O2” (Universum 2008 für ORF, BBC World, BMUKK, 50 Minuten, AV Dokumenta), U.S.International Film-and Video Festival Los Angeles 2009: Gold Camera Award, Banff Achillesmedia 2009: nominiert als bester Wissenschaftsfilm, Jackson Hole Wildlife Film Festival 2009, USA: „Naturfilm-Oscar“ – Award für „Best Earth-Science Film“, Science Filmfestival 2009 Goethe-Institut Bangkok: Preis für beste visuelle Effekte
- „Limits of Light“ (Universum 2011 für ORF, ORF-E, BMUKK, 50 Minuten, AV Dokumenta), 7th European Environment Festival, Bulgaria: Grand Stork's Nest Prize for best Scientific and Educational film, Cannes Corporate Media & TV Award 2012, Golden Dolphin, Kategorie “Wissenschaft”, Wildlife Vaasa Festival 2012, Best Science Film New York Film & Video Festivals 2013: Silver World Medal, Category “Science and Technology”
- „Planet You“ – "Wir sind Planeten" (Stereoscopic 3D, 2012, 50 Minuten, Terra Mater Factual Studios), Jackson Hole Science Media Award 2012 for best Visualization, USA; New York Film & Video Festivals 2013: Gold World Medal, Category “Science and Technology”; New York Film&Video Festivals 2013: Gold World Medal, Category “Special Visual Effects”